# NASCAR Winston Cup 1994
De NASCAR Winston Cup 1994 was het 46e seizoen van het belangrijkste NASCAR kampioenschap dat in de Verenigde Staten gehouden wordt. Het seizoen startte op 20 februari met de Daytona 500 en eindigde op 13 november met de Hooters 500. Dale Earnhardt won de titel voor de zevende en laatste keer in zijn carrière. De trofee rookie of the year werd gewonnen door Jeff Burton.

## Races
Top drie resultaten, exhibitie- en kwalificatiewedstrijden staan niet vermeld.
| '  | Datum  | Race                       | Circuit                         | Winnaar         | Tweede          | Derde           |
| 1  | 20-feb | Daytona 500                | Daytona International Speedway  | Sterling Marlin | Ernie Irvan     | Terry Labonte   |
| 2  | 27-feb | Goodwrench 500             | North Carolina Speedway         | Rusty Wallace   | Sterling Marlin | Rick Mast       |
| 3  | 6-mrt  | Pontiac Excitement 400     | Richmond International Raceway  | Ernie Irvan     | Rusty Wallace   | Jeff Gordon     |
| 4  | 13-mrt | Purolator 500              | Atlanta Motor Speedway          | Ernie Irvan     | Morgan Shepherd | Darrell Waltrip |
| 5  | 27-mrt | TranSouth Financial 400    | Darlington Raceway              | Dale Earnhardt  | Mark Martin     | Bill Elliott    |
| 6  | 10-apr | Food City 500              | Bristol Motor Speedway          | Dale Earnhardt  | Ken Schrader    | Lake Speed      |
| 7  | 17-apr | First Union 400            | North Wilkesboro Speedway       | Terry Labonte   | Rusty Wallace   | Ernie Irvan     |
| 8  | 24-apr | Hanes 500                  | Martinsville Speedway           | Rusty Wallace   | Ernie Irvan     | Mark Martin     |
| 9  | 1-mei  | Winston Select 500         | Talladega Superspeedway         | Dale Earnhardt  | Ernie Irvan     | Michael Waltrip |
| 10 | 15-mei | Save Mart Supermarkets 300 | Infineon Raceway                | Ernie Irvan     | Geoff Bodine    | Dale Earnhardt  |
| 11 | 29-mei | Coca-Cola 600              | Charlotte Motor Speedway        | Jeff Gordon     | Rusty Wallace   | Geoff Bodine    |
| 12 | 5-jun  | Budweiser 500              | Dover International Speedway    | Rusty Wallace   | Ernie Irvan     | Ken Schrader    |
| 13 | 12-jun | UAW-GM Teamwork 500        | Pocono Raceway                  | Rusty Wallace   | Dale Earnhardt  | Ken Schrader    |
| 14 | 19-jun | Miller Genuine Draft 400   | Michigan International Speedway | Rusty Wallace   | Dale Earnhardt  | Mark Martin     |
| 15 | 2-jul  | Pepsi 400                  | Daytona International Speedway  | Jimmy Spencer   | Ernie Irvan     | Dale Earnhardt  |
| 16 | 10-jul | Slick 50 300               | New Hampshire Motor Speedway    | Ricky Rudd      | Dale Earnhardt  | Rusty Wallace   |
| 17 | 17-jul | Miller Genuine Draft 500   | Pocono Raceway                  | Geoff Bodine    | Ward Burton     | Joe Nemechek    |
| 18 | 24-jul | DieHard 500                | Talladega Superspeedway         | Jimmy Spencer   | Bill Elliott    | Ernie Irvan     |
| 19 | 6-aug  | Brickyard 400              | Indianapolis Motor Speedway     | Jeff Gordon     | Brett Bodine    | Bill Elliott    |
| 20 | 14-aug | The Bud At The Glen        | Watkins Glen International      | Mark Martin     | Ernie Irvan     | Dale Earnhardt  |
| 21 | 21-aug | GM Goodwrench Dealer 400   | Michigan International Speedway | Geoff Bodine    | Mark Martin     | Rick Mast       |
| 22 | 27-aug | Goody's 500                | Bristol Motor Speedway          | Rusty Wallace   | Mark Martin     | Dale Earnhardt  |
| 23 | 4-sep  | Mountain Dew Southern 500  | Darlington Raceway              | Bill Elliott    | Dale Earnhardt  | Morgan Shepherd |
| 24 | 10-sep | Miller Genuine Draft 400   | Richmond International Raceway  | Terry Labonte   | Jeff Gordon     | Dale Earnhardt  |
| 25 | 18-sep | SplitFire Spark Plug 500   | Dover International Speedway    | Rusty Wallace   | Dale Earnhardt  | Darrell Waltrip |
| 26 | 25-sep | Goody's 500                | Martinsville Speedway           | Rusty Wallace   | Dale Earnhardt  | Bill Elliott    |
| 27 | 2-okt  | Tyson Holly Farms 400      | North Wilkesboro Speedway       | Geoff Bodine    | Terry Labonte   | Rick Mast       |
| 28 | 9-okt  | Mello Yello 500            | Charlotte Motor Speedway        | Dale Jarrett    | Morgan Shepherd | Dale Earnhardt  |
| 29 | 23-okt | AC Delco 400               | North Carolina Speedway         | Dale Earnhardt  | Rick Mast       | Morgan Shepherd |
| 30 | 30-okt | Slick 50 500               | Phoenix International Raceway   | Terry Labonte   | Mark Martin     | Sterling Marlin |
| 31 | 13-nov | Hooters 500                | Atlanta Motor Speedway          | Mark Martin     | Dale Earnhardt  | Todd Bodine     |

## Eindstand - Top 10

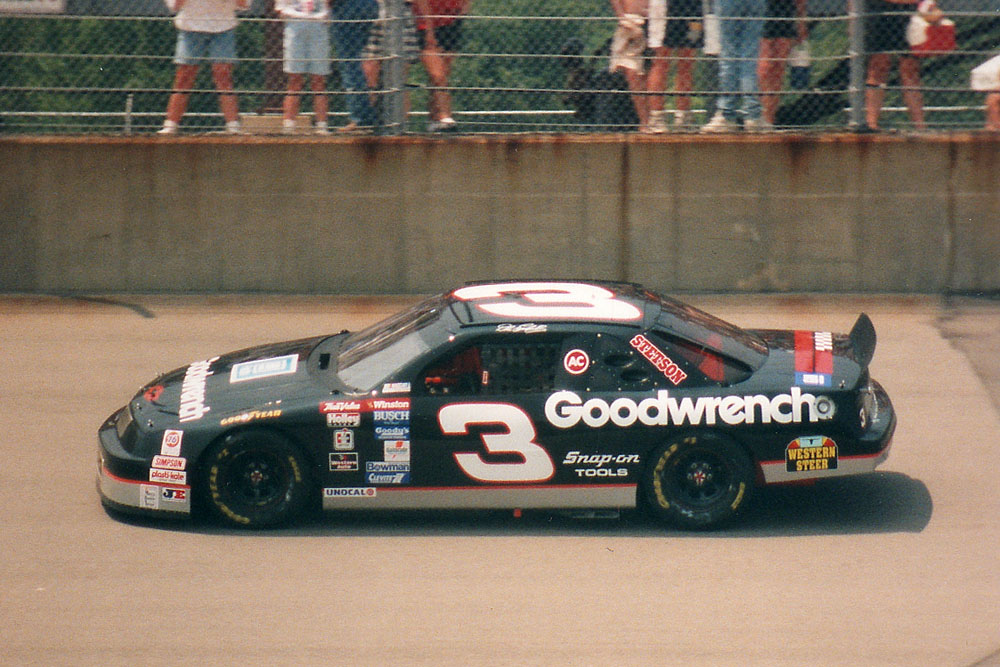
Kampioen Dale Earnhardt op de Michigan International Speedway.

| 1  | Dale Earnhardt  | 4694 |
| 2  | Mark Martin     | 4250 |
| 3  | Rusty Wallace   | 4207 |
| 4  | Ken Schrader    | 4060 |
| 5  | Ricky Rudd      | 4050 |
| 6  | Morgan Shepherd | 4029 |
| 7  | Terry Labonte   | 3876 |
| 8  | Jeff Gordon     | 3776 |
| 9  | Darrell Waltrip | 3688 |
| 10 | Bill Elliott    | 3617 |